# Mahadeshwarapura, Pandavapura
Mahadeshwarapura là một làng thuộc tehsil Pandavapura, huyện Mandya, bang Karnataka, Ấn Độ.